# Кокс, Джеффри
Чарльз Джеффри Кокс (англ. Charles Geoffrey Cox; род. 30 апреля 1960) — британский юрист и политик, генеральный атторней Англии и Уэльса (2018—2020).

## Биография
В 1982 году принят в коллегию адвокатов судебным инном Миддл-Темпл, в 1992 году стал соучредителем барристерского бюро Thomas More Chambers, в 2003 году получил звание королевского адвоката. В 2005 году избран в Палату общин от округа Тонбридж и Западный Девон (в 2001 году предпринял первую неудачную попытку). Будучи депутатом, продолжил барристерскую практику в суде Олд-Бейли, заработав в одном только 2014 году более 820 тыс. фунтов стерлингов.
В октябре 2015 года сложил с себя обязанности парламентского «контролёра нечистоплотности» (sleaze watchdog), не сумев объяснить доход в несколько сотен тысяч фунтов стерлингов.
9 июля 2018 года в результате серии кадровых перемещений во втором кабинете Терезы Мэй после отставки министра иностранных дел Бориса Джонсона назначен генеральным атторнеем Англии и Уэльса вместо Джереми Райта.
24 июля 2019 года сохранил свои должности при формировании правительства Бориса Джонсона.
13 февраля 2020 года исключён из второго кабинета Джонсона в ходе нескольких кадровых перестановок.